# Iglesia de la Concepción (Málaga)
La iglesia de la Concepción es un templo cristiano católico de la ciudad de Málaga (España), situado en calle Nueva, en el centro histórico. Fue edificada en 1710, como parte de un conjunto que incluía un convento y un colegio, sobre una antigua ermita. 
Tiene planta de cajón y una bóveda elíptica sobre el altar decorada con frescos en las pechinas, atribuidos al pintor malagueño de la primera mitad del siglo XVIII Diego de la Cerda. 
Albergó en su tiempo las cofradías de la Vera Cruz y de las Ánimas de Ciegos, que en 1891 se fusionaron con la del Cristo de Ánimas de Ciego, que ahora tienen su sede en la iglesia de San Juan Bautista en el marco de las Reales Cofradías Fusionadas.
La iglesia sirve de capilla al colegio Sagrado Corazón Las Esclavas, ubicado a pocos metros de distancia, en la calle Liborio García.